# Миграционный патент
Миграцио́нный пате́нт, также известен как трудово́й пате́нт, или просто пате́нт — документ, подтверждающий право граждан некоторых государств, прибывающих в Российскую Федерацию в безвизовом порядке, осуществлять трудовую деятельность на территории субъекта Российской Федерации. Имеющий трудовой патент иностранный гражданин на период действия документа ежемесячно платит (определённую регионом, где он осуществляет трудовую деятельность), фиксированную сумму в казну государства.
Согласно п. 1 ст. 13.3 Закона № 115-ФЗ (в новой редакции) привлекать к работе безвизового иностранца, имеющего патент, могут:
- организации;
- индивидуальные предприниматели;
- частные нотариусы;
- адвокаты, учредившие адвокатский кабинет;
- иные лица, чья профессиональная деятельность в соответствии с федеральными законами подлежит государственной регистрации и (или) лицензированию;
- граждане РФ, не являющиеся предпринимателями, которым требуется помощь в личных, домашних и иных подобных делах.[1].

## Категории мигрантов
Получить патент могут только иностранные граждане, прибывшие в Российскую Федерацию в порядке, не требующем получения визы, в соответствии с международными соглашениями, заключенными Российской Федерацией (все они из постсоветского пространства).
В настоящий момент (на 2023 год) это положение распространяется исключительно на граждан следующих государств:
- Абхазия (частично признанное государство)
- Азербайджан
- Молдавия
- Таджикистан
- Узбекистан
- Украина

А также на:
- «Неграждан» Латвии
- «Неграждан» Эстонии

Для граждан иных государств, с которыми у Российской Федерации заключены соглашения о безвизовых поездках (см. статью Безвизовый режим), действуют ограничения, и необходимы веские основания для получения разрешения на работу и осуществления трудовой деятельности.
Гражданам государств-членов Евразийского экономического союза (Армении, Белоруссии, Казахстана и Кыргызстана), а также гражданам частично признанной Южной Осетии и непризнанного Приднестровья оформление патента не требуется, и они могут устраиваться на работу и быть принятыми на работу без ограничений (кроме работы в силовых ведомствах) и отдельных требований, наряду с гражданами России. Таким образом, гражданам вышеуказанных четырёх признанных, одного частично признанного и одного непризнанного государства, Россией предоставлены эксклюзивные преференции на трудовую деятельность наравне со своими гражданами, которых нет для граждан остальных стран мира.

## Работа по патенту
Патент может быть использован для выполнения работ или оказания услуг для личных, домашних и иных подобных нужд, не связанных с осуществлением предпринимательской деятельности.
Использование труда иностранных работников, имеющих патенты, в целях предпринимательской деятельности является нарушением миграционного законодательства и в соответствии с КоАП влечет за собой административную ответственность:
- обеим сторонам — в виде штрафа от двух до пяти тысяч рублей;
- для иностранного гражданина — выдворение из страны[2].

При этом выращивание и продажа сельскохозяйственной продукции не обязательно является предпринимательской деятельностью, поскольку любой гражданин в соответствии с гражданским законодательством вправе распоряжаться своей собственностью, принадлежащим ему имуществом, в том числе получать доходы от его продажи. Здесь важно отсутствие систематического характера получения прибыли.

## Патент и разрешение на работу
В отличие от иностранных граждан, осуществляющих трудовую деятельность на основании разрешения на работу, владельцы патента имеют ряд преференций:
- на них не распространяются миграционные квоты;
- В Москве, Санкт-Петербурге и в других городах-миллионниках миграционный патент обходится дешевле, чем ранее приобретение разрешения на работу (в том числе у «посредников»);
- гибкая система оплаты патента (от 1 месяца первоначально и до 12 месяцев продление).
- Можно работать на несколько организаций (два разрешения в настоящее время одному человеку получить невозможно)

## Оформление трудовых отношений
С иностранным гражданином, получившим патент, может быть заключен:
- трудовой договор;
- договор гражданско-правового характера.

Выбор типа договора зависит от длительности периода найма иностранного работника. Если иностранный работник нужен для работы на даче с мая по сентябрь, либо для постройки садового домика, то договор подряда является более предпочтительным.
Трудовой договор подразумевает гораздо больше обязанностей для нанимателя, поскольку трудовые отношения регулируются Трудовым кодексом.
В соответствии с действующим законодательством временно пребывающие в РФ иностранные граждане не подлежат медицинскому страхованию , но подлежат социальному страхованию (255-фз "Об обязательном социальном страховании" от 29.12.2006  ст.2 п.1).
Социальное страхование от несчастных случаев на производстве и профессиональных заболеваний осуществляется нанимателем:
- если оно предусмотрено гражданско-правовым договором;
- в обязательном порядке — при заключении трудового договора.

## Получение патента
Для получения патента иностранному гражданину необходимо обратиться в органы УМВД России по вопросам миграции в том субъекте (регионе) Российской Федерации, где он намерен работать.
Необходимо представить следующие документы:
- заявление по утверждённой форме;
- документ, удостоверяющий личность (загранпаспорт) и его заверенный перевод на русский язык у нотариуса на территории РФ;
- миграционную карту с отметкой о въезде в Россию с указанием «работы» как цели визита;
- отрывную часть бланка уведомления о прибытии иностранного гражданина в место пребывания с отметкой о постановке на миграционный учет;
- действующий на срок осуществления трудовой деятельности данным иностранным гражданином договор (полис) добровольного медицинского страхования, заключенный со страховой организацией, либо договор о предоставлении платных медицинских услуг, заключенный с медицинской организацией, находящейся в субъекте Российской Федерации, на территории которого данный иностранный гражданин намеревается осуществлять трудовую деятельность;
- квитанцию об уплате авансового платежа по подоходному налогу (плата за патент) согласно ставки в регионе где оформляется патент;
- сертификат о владении русским языком, знании истории и культуры России и основ законодательства Российской Федерации;

документ государственного образца об образовании (на уровне не ниже основного общего образования), выданным образовательным учреждением на территории государства, входившего в состав СССР, до 1 сентября 1991 года;
документ об образовании и (или) о квалификации, выданным лицам, успешно прошедшим государственную итоговую аттестацию на территории Российской Федерации с 1 сентября 1991 года.
- документы (полученные в России), подтверждающие отсутствие у данного иностранного гражданина наркомании и выданные по результатам медицинского осмотра (на территории России), включающего в себя химико-токсикологические исследования наличия в организме человека наркотических средств, психотропных веществ и их метаболитов, и инфекционных заболеваний, которые представляют особую опасность для окружающих, предусмотренных специальным перечнем (в перечень входит туберкулёз, лепра, сифилис и ВИЧ), а также сертификат (также выданный в России) об отсутствии у данного иностранного гражданина заболевания (СПИД), вызываемого вирусом иммунодефицита человека (ВИЧ-инфекции).

После сдачи документов на получение патента, иностранный гражданин обязан пройти дактилоскопию (сдать отпечатки пальцев) и фотографироваться анфас для получения готовых документов.
Первоначально патент оформляется на срок оплаченного авансового периода, но может быть неоднократно продлен, но не более, чем на год со дня выдачи.
Патент с оплаченными квитанциями является законным основанием (на срок оплаты патента) для пребывания иностранного гражданина на территории РФ, но не более года со дня въезда на территорию РФ. Не позднее чем за десять рабочих дней до истечения двенадцати месяцев со дня выдачи патента иностранный гражданин вправе обратиться в территориальный орган федерального органа исполнительной власти в сфере миграции, выдавший патент, за переоформлением патента. При этом число обращений за переоформлением патента не может превышать одного раза. Таким образом по патенту легально находиться не выезжая возможно 2 года
Наличие патента и квитанций об оплате фиксированного авансового платежа подтверждает законность нахождения иностранного гражданина, прибывшего в Российскую Федерацию в порядке, не требующем получения визы

## Уведомление МВД об устройстве на работу
Со стороны иностранного гражданина МВД должна быть уведомлена о трудоустройстве к физическому или юридическому лицу в течение 2 месяцев со дня получения патента на работу. 
Для уведомления МВД иностранный гражданин предоставляет копию заключенного трудового договора.
См. также
- Разрешение на работу
- Безвизовый режим
- Миграционный учёт в Российской Федерации